# Libanon az 1988. évi nyári olimpiai játékokon
Libanon a dél-koreai Szöulban megrendezett 1988. évi nyári olimpiai játékok egyik részt vevő nemzete volt. Az országot az olimpián 8 sportágban 22 sportoló képviselte, akik érmet nem szereztek.

## Atlétika
Férfi
| Versenyző    | Versenyszám | Előfutam | Előfutam | Előfutam | Negyeddöntő | Negyeddöntő | Negyeddöntő | Elődöntő | Elődöntő | Elődöntő | Döntő   | Döntő    |
| Versenyző    | Versenyszám | Idő      | Hely.    | Össz.    | Idő         | Hely.       | Össz.       | Idő      | Hely.    | Össz.    | Idő     | Helyezés |
| ------------ | ----------- | -------- | -------- | -------- | ----------- | ----------- | ----------- | -------- | -------- | -------- | ------- | -------- |
| Jihad Salame | 100 m       | 11,49    | 7.       | 94.*     | kiesett     | kiesett     | kiesett     | kiesett  | kiesett  | kiesett  | kiesett | kiesett  |
| Maher Abbas  | 400 m       | 51,29    | 7.       | 70.      | kiesett     | kiesett     | kiesett     | kiesett  | kiesett  | kiesett  | kiesett | kiesett  |
| Maher Abbas  | 800 m       | 1:53,76  | 7.       | 58.      | kiesett     | kiesett     | kiesett     | kiesett  | kiesett  | kiesett  | kiesett | kiesett  |

Női
| Versenyző   | Versenyszám | Előfutam | Előfutam | Előfutam | Negyeddöntő | Negyeddöntő | Negyeddöntő | Elődöntő | Elődöntő | Elődöntő | Döntő   | Döntő    |
| Versenyző   | Versenyszám | Idő      | Hely.    | Össz.    | Idő         | Hely.       | Össz.       | Idő      | Hely.    | Össz.    | Idő     | Helyezés |
| ----------- | ----------- | -------- | -------- | -------- | ----------- | ----------- | ----------- | -------- | -------- | -------- | ------- | -------- |
| May Sardouk | 400 m       | 1:00,01  | 6.       | 45.      | kiesett     | kiesett     | kiesett     | kiesett  | kiesett  | kiesett  | kiesett | kiesett  |

* - egy másik versenyzővel azonos eredményt ért el

## Birkózás
Kötöttfogású
| Versenyző     | Versenyszám | Vigaszágas kiesés                                                               | Vigaszágas kiesés | Helyosztók        | Helyosztók        | Bronz- mérkőzés   | Döntő             | Helyezés    |
| Versenyző     | Versenyszám | Vigaszágas kiesés                                                               | Vigaszágas kiesés | 7. helyért        | 5. helyért        | Bronz- mérkőzés   | Döntő             | Helyezés    |
| Versenyző     | Versenyszám | Ellenfél Eredmény                                                               | Hely.             | Ellenfél Eredmény | Ellenfél Eredmény | Ellenfél Eredmény | Ellenfél Eredmény | Helyezés    |
| ------------- | ----------- | ------------------------------------------------------------------------------- | ----------------- | ----------------- | ----------------- | ----------------- | ----------------- | ----------- |
| Khodr Bechara | 130 kg      | A csoport · Lubomír David (TCH) · kétvállas · Duane Koslowski (USA) · kétvállas | 8.                | kiesett           | kiesett           | kiesett           | kiesett           | helyezetlen |

## Cselgáncs
| Versenyző      | Versenyszám | Csoport | Selejtező                         | 32-es főtábla                              | Nyolcaddöntő      | Negyeddöntő       | Elődöntő          | Vigaszág nyolcaddöntő | Vigaszág negyeddöntő | Vigaszág elődöntő | Bronz- mérkőzés   | Döntő             | Helyezés |
| Versenyző      | Versenyszám | Csoport | Ellenfél Eredmény                 | Ellenfél Eredmény                          | Ellenfél Eredmény | Ellenfél Eredmény | Ellenfél Eredmény | Ellenfél Eredmény     | Ellenfél Eredmény    | Ellenfél Eredmény | Ellenfél Eredmény | Ellenfél Eredmény | Helyezés |
| -------------- | ----------- | ------- | --------------------------------- | ------------------------------------------ | ----------------- | ----------------- | ----------------- | --------------------- | -------------------- | ----------------- | ----------------- | ----------------- | -------- |
| Michel Nakouze | Légsúly     | B       | erőnyerő                          | Salvador Hernández (MEX) · mérkőzés nélkül | kiesett           | kiesett           | kiesett           |                       |                      |                   |                   |                   | 20.      |
| Kamil Sabali   | Harmatsúly  | A       | Driss El-Mamoun (MAR) · 0000–1101 | kiesett                                    | kiesett           | kiesett           | kiesett           |                       |                      |                   |                   |                   | 34.      |
| Rony Khawam    | Könnyűsúly  | A       | Kerrith Brown (GBR) · 0000–1001   | kiesett                                    | kiesett           | kiesett           | kiesett           |                       |                      |                   |                   |                   | 33.*     |
| Fadi Saikali   | Váltósúly   | A       | Pascal Tayot (FRA) · 0000–0200    | kiesett                                    | kiesett           | kiesett           | kiesett           |                       |                      |                   |                   |                   | 34.      |

* - Az A csoportban szereplő, eredetileg bronzérmes brit Kerrith Brownt utólag kizárták, ezért Khawam a 34. helyett a 33. helyen végzett.

## Kerékpározás

### Országúti kerékpározás
Férfi
| Versenyző        | Versenyszám   | Idő           | Helyezés      |
| ---------------- | ------------- | ------------- | ------------- |
| Georges Honein   | Mezőnyverseny | nem ért célba | nem ért célba |
| Hratch Zadourian | Mezőnyverseny | nem ért célba | nem ért célba |

## Ökölvívás
| Versenyző      | Versenyszám  | Selejtező                        | 32-es főtábla                | Nyolcaddöntő      | Negyeddöntő       | Elődöntő          | Döntő             | Helyezés |
| Versenyző      | Versenyszám  | Ellenfél Eredmény                | Ellenfél Eredmény            | Ellenfél Eredmény | Ellenfél Eredmény | Ellenfél Eredmény | Ellenfél Eredmény | Helyezés |
| -------------- | ------------ | -------------------------------- | ---------------------------- | ----------------- | ----------------- | ----------------- | ----------------- | -------- |
| Bilal El-Masri | Kisváltósúly | Adrian Carew-Dodson (GUY) · 0:5  | kiesett                      | kiesett           | kiesett           | kiesett           | kiesett           | 33.      |
| Mirwan Kassouf | Középsúly    | Michele Mastrodonato (ITA) · RSC | kiesett                      | kiesett           | kiesett           | kiesett           | kiesett           | 33.      |
| Ahmed El-Masri | Félnehézsúly |                                  | Brent Kosolofski (CAN) · RSC | kiesett           | kiesett           | kiesett           | kiesett           | 17.      |

RSC – a mérkőzésvezető megállította a mérkőzést

## Súlyemelés
| Versenyző        | Versenyszám | Szakítás | Szakítás | Lökés    | Lökés    | Összesen | Helyezés |
| Versenyző        | Versenyszám | Eredmény | Helyezés | Eredmény | Helyezés | Összesen | Helyezés |
| ---------------- | ----------- | -------- | -------- | -------- | -------- | -------- | -------- |
| Khodor Al-Aywan  | 52 kg       | 85,0     | 23.      | 100,0    | 22.      | 185,0    | 21.      |
| Mohamed Al-Aywan | 67,5 kg     | 95,0     | 21.      | 122,5    | 21.      | 217,5    | 20.      |
| Hassan El-Kaissi | 90 kg       | 135,0    | 19.      | 172,5    | 17.      | 307,5    | 19.      |

## Úszás
Férfi
| Versenyző        | Versenyszám  | Előfutam | Előfutam | Előfutam | Döntő   | Döntő   | Döntő   | Helyezés |
| Versenyző        | Versenyszám  | Idő      | Hely.    | Össz.    | Típus   | Idő     | Hely.   | Helyezés |
| ---------------- | ------------ | -------- | -------- | -------- | ------- | ------- | ------- | -------- |
| Amine El-Domyati | 50 m gyors   | 27,34    | 5.       | 67.      | kiesett | kiesett | kiesett | kiesett  |
| Amine El-Domyati | 100 m mell   | 1:14,40  | 2.       | 57.      | kiesett | kiesett | kiesett | kiesett  |
| Amine El-Domyati | 200 m mell   | 2:44,34  | 5.       | 51.      | kiesett | kiesett | kiesett | kiesett  |
| Émile Lahoud     | 100 m gyors  | 1:02,40  | 6.       | 75.      | kiesett | kiesett | kiesett | kiesett  |
| Émile Lahoud     | 200 m gyors  | 2:16,39  | 7.       | 63.      | kiesett | kiesett | kiesett | kiesett  |
| Émile Lahoud     | 400 m gyors  | 4:47,09  | 2.       | 48.      | kiesett | kiesett | kiesett | kiesett  |
| Rami Kantari     | 100 m hát    | 1:09,35  | 3.       | 50.      | kiesett | kiesett | kiesett | kiesett  |
| Rami Kantari     | 200 m hát    | 2:40,29  | 5.       | 41.      | kiesett | kiesett | kiesett | kiesett  |
| Rami Kantari     | 200 m vegyes | 2:34,53  | 4.       | 56.      | kiesett | kiesett | kiesett | kiesett  |

Női
| Versenyző    | Versenyszám | Előfutam | Előfutam | Előfutam | Döntő   | Döntő   | Döntő   | Helyezés |
| Versenyző    | Versenyszám | Idő      | Hely.    | Össz.    | Típus   | Idő     | Hely.   | Helyezés |
| ------------ | ----------- | -------- | -------- | -------- | ------- | ------- | ------- | -------- |
| Nancy Khalaf | 50 m gyors  | 30,77    | 2.       | 50.      | kiesett | kiesett | kiesett | kiesett  |
| Nancy Khalaf | 100 m gyors | 1:06,73  | 6.       | 56.      | kiesett | kiesett | kiesett | kiesett  |

## Vívás
Férfi
| Versenyző      | Versenyszám       | Selejtező | Selejtező | Selejtező         | Selejtező | Selejtező         | Selejtező | Főtábla           | Főtábla           | Főtábla           | Vigaszág          | Vigaszág          | Vigaszág          | Vigaszág          | Negyeddöntő       | Elődöntő          | Döntő             | Helyezés |
| Versenyző      | Versenyszám       | 1. kör | 1. kör    | 2. kör            | 2. kör    | 3. kör            | 3. kör    | 1. kör            | 2. kör            | 3. kör            | 1. kör            | 2. kör            | 3. kör            | 4. kör            | Negyeddöntő       | Elődöntő          | Döntő             | Helyezés |
| Versenyző      | Versenyszám       | Ellenfél Eredmény | Hely.     | Ellenfél Eredmény | Hely.     | Ellenfél Eredmény | Hely.     | Ellenfél Eredmény | Ellenfél Eredmény | Ellenfél Eredmény | Ellenfél Eredmény | Ellenfél Eredmény | Ellenfél Eredmény | Ellenfél Eredmény | Ellenfél Eredmény | Ellenfél Eredmény | Ellenfél Eredmény | Helyezés |
| -------------- | ----------------- | --- | --------- | ----------------- | --------- | ----------------- | --------- | ----------------- | ----------------- | ----------------- | ----------------- | ----------------- | ----------------- | ----------------- | ----------------- | ----------------- | ----------------- | -------- |
| Michel Youssef | Tőr, egyéni       | 10. csoport · Weng Tak Fung (HKG) · 5–1 · Udo Wagner (GDR) · 1–5 · Benoît Giasson (CAN) · 4–5 · Csang Cse-cseng (Zhang Zhicheng) (CHN) · 2–5 · Laurent Bel (FRA) · 1–5    | 5.        | kiesett           | kiesett   | kiesett           | kiesett   | kiesett           | kiesett           | kiesett           | kiesett           | kiesett           | kiesett           | kiesett           | kiesett           | kiesett           | kiesett           | 52.      |
| Zahi El-Khoury | Tőr, egyéni       | 11. csoport · Vang Szan-caj (Wang San-Tsai) (TPE) · 1–5 · Luc Rocheleau (CAN) · 1–5 · Emura Kódzsi (JPN) · 0–5 · Marian Sypniewski (POL) · 0–5 · Patrick Groc (FRA) · 0–5 | 6.        | kiesett           | kiesett   | kiesett           | kiesett   | kiesett           | kiesett           | kiesett           | kiesett           | kiesett           | kiesett           | kiesett           | kiesett           | kiesett           | kiesett           | 68.      |
| Zahi El-Khoury | Párbajtőr, egyéni | 1. csoport · Younes Al-Mashmoum (KUW) · 0–5 · Stephen Trevor (USA) · 4–5 · Zoltán Székely (HUN) · 2–5 · Angelo Mazzoni (ITA) · 0–5                                        | 5.        | kiesett           | kiesett   | kiesett           | kiesett   | kiesett           | kiesett           | kiesett           | kiesett           | kiesett           | kiesett           | kiesett           | kiesett           | kiesett           | kiesett           | 74.      |
| Michel Youssef | Párbajtőr, egyéni | 6. csoport · Rob Stull (USA) · 2–5 · Ludomir Chronowski (POL) · 1–5 · Jun Namdzsin (Yun Nam-Jin) (KOR) · 1–5 · Alexander Pusch (FRG) · 1–5                                | 5.        | kiesett           | kiesett   | kiesett           | kiesett   | kiesett           | kiesett           | kiesett           | kiesett           | kiesett           | kiesett           | kiesett           | kiesett           | kiesett           | kiesett           | 78.      |